# Cantón de Melun-Sur
El cantón de Melun-Sur era una división administrativa francesa, que estaba situada en el departamento de Sena y Marne y la región de Isla de Francia.

## Composición
El cantón estaba formado por dos comunas, más una fracción de la comuna que le daba su nombre:
- La Rochette
- Livry-sur-Seine
- Melun (fracción)

## Supresión del cantón de Melun-Sur
En aplicación del Decreto n.º 2014-186 de 18 de febrero de 2014, el cantón de Melun-Sur fue suprimido el 22 de marzo de 2015 y sus 3 comunas pasaron a formar parte del nuevo cantón de Melun.